# Matěj Stříteský
Matěj Stříteský (* 13. září 1990 Vsetín) je český profesionální hokejový obránce hrající v 1. české lize za tým VHK ROBE Vsetín.
Matěj Stříteský zahájil svou extraligovou kariéru v roce 2005 v týmu VHK Vsetín, mezi lety 2007 a 2014 hrál za HC Litvínov. Poté působil v klubu BK Mladá Boleslav, odkud v listopadu 2017 zamířil do Dukly Jihlava. Formou střídavého startu nastoupil: v roce 2009 za HC Most, v roce 2010 za HC Benátky nad Jizerou a v roce 2011 za HC Stadion Litoměřice.

## Hráčská kariéra
- 2006-07 VHK Vsetín
- 2007-08 VHK Vsetín
- 2008/2009 HC Litvínov
- 2008/2009 HC Most
- 2009/2010 HC Benzina Litvínov
- 2009/2010 HC Benátky nad Jizerou
- 2010/2011 HC Benzina Litvínov
- 2010/2011 HC Stadion Litoměřice
- 2011/2012 HC Verva Litvínov
- 2012/2013 HC Verva Litvínov
- 2013/2014 HC Verva Litvínov
- 2014/2015 BK Mladá Boleslav
- 2015/2016 BK Mladá Boleslav
- 2016/2017 BK Mladá Boleslav
- 2017/2018 BK Mladá Boleslav, HC Dukla Jihlava
- 2018/2019 Bílí Tygři Liberec
- 2019/2020 HC Energie Karlovy Vary
- 2020/2021 HC Škoda Plzeň
- 2021/2022 HC Verva Litvínov
- 2022/2023 HC Energie Karlovy Vary, BK Mladá Boleslav
- 2023/2024 HC Energie Karlovy Vary
- 2024/2025 VHK ROBE Vsetín

## Reprezentace
| Rok                       | Tým                       | Soutěž                    | Z | G | A | B | TM |
| ------------------------- | ------------------------- | ------------------------- | - | - | - | - | -- |
| 2008                      | Česko 18                  | MS-18 D1                  | 5 | 2 | 3 | 5 | 6  |
| Juniorská kariéra celkově | Juniorská kariéra celkově | Juniorská kariéra celkově | 5 | 2 | 3 | 5 | 6  |